# エディンバラ・ウェイヴァリー駅

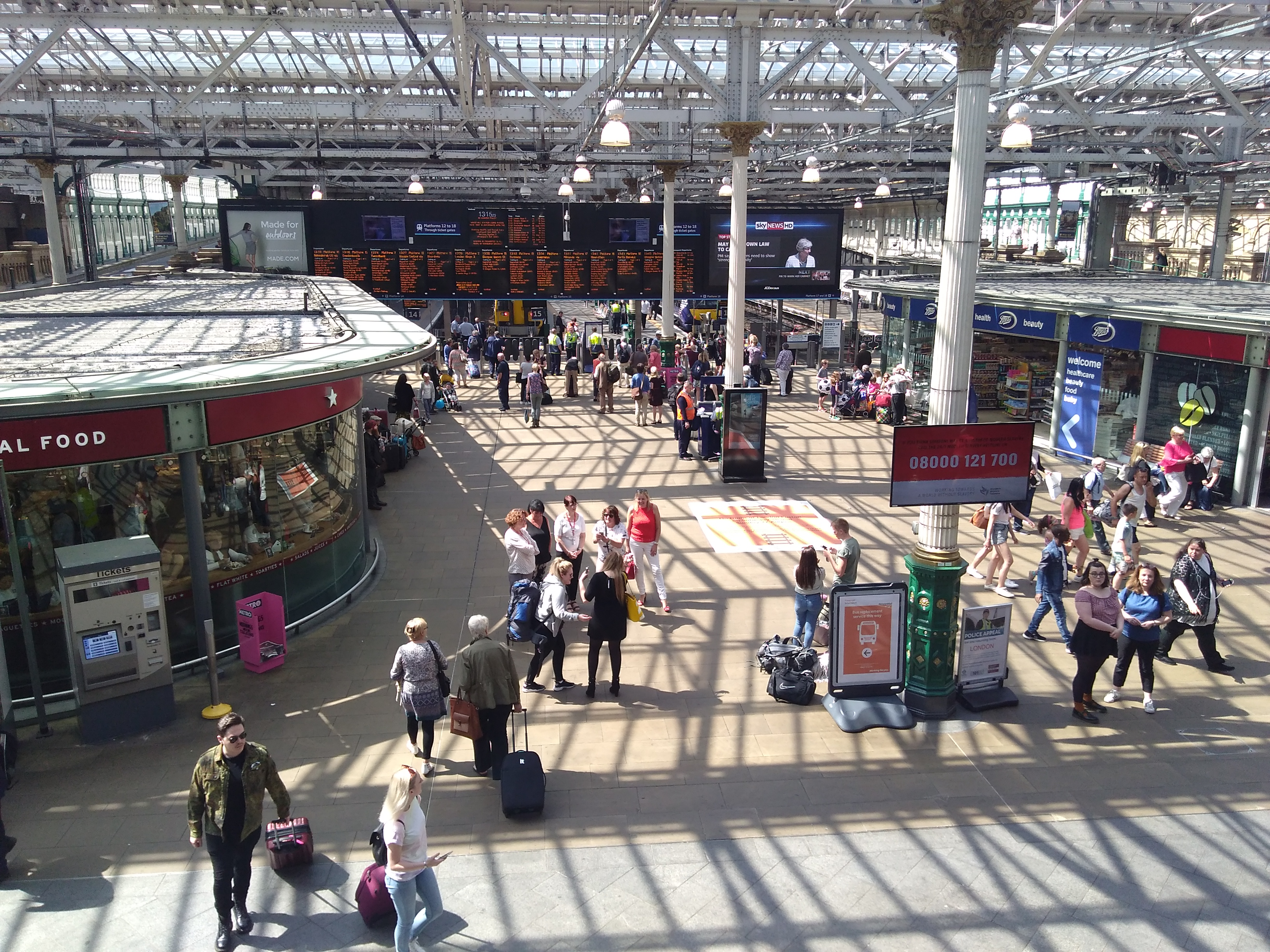
コンコース

エディンバラ・ウェイヴァリー駅（Edinburgh Waverley station）は、スコットランドのエディンバラにあるターミナル駅である。運営は、ネットワーク・レールが行っている。
スコットランドの首都エディンバラの中心となる駅で、エディンバラの新市街と旧市街の間の谷にあり、駅の上を跨ぐ陸橋にエントランスが設置されている。駅舎の屋根はガラス張りで、コンコースは自然光が入る明るい空間となっている。
年間2200万人以上の利用者があり、スコットランド各地へ向かう列車、および、ロンドン、バーミンガムなどのイングランド主要都市へ向かう長距離列車が発着している。プラットフォームは20番線まであり、3から5は東向き、12から18は西向きの頭端式プラットフォームとなっている。
新市街（Princes Street側）出口から少し歩いたところに、エディンバラ・トラムの停留所がある

## 乗り入れる列車、列車運航会社
カレドニアン・スリーパー
ロンドン・ユーストン駅からハイランド地方の3都市（インヴァネス、アバディーン、フォート・ウィリアム）を結ぶ夜行列車
クロスカントリー
バーミンガム・ニューストリート駅を経由しプリマス駅へ向かう列車のほか、グラスゴー・セントラル駅やダンディー、アバディーンへと向かう列車も運行している。
スコットレール・トレインズ
ウェイヴァリー駅を発着する列車の大半を運行している。グラスゴーへと至る5路線のほか、ファイフ・サイクル線やノース・ベリック線、さらにスターリングやダンブレイン、パース、ダンバーなどへの路線を運行する。
トランスペナイン・エクスプレス
ウェスト・コースト本線を通ってマンチェスター空港駅まで至る列車を運行する。さらに2019年12月からはニューカッスル、ヨーク、リーズ、マンチェスターを経由しリヴァプール・ライム・ストリート駅へと至る新規ルートの列車運行を開始した。
アヴァンティ・ウェスト・コースト
バーミンガム・ニューストリート駅を経由しロンドン・ユーストン駅へ至る列車を2時間に1本運行している。
ロンドン・ノース・イースタン・レールウェイ
イースト・コースト本線を通ってロンドン・キングス・クロス駅へ至る列車を30分に1本運行している。
ルモ
イースト・コースト本線を通ってロンドン・キングス・クロス駅へ至る列車を1日に5本運行する。

## 隣の駅
ナショナル・レール
■ ロンドン・ノース・イースタン・レールウェイ
特急フライング・スコッツマン
エディンバラ・ウェイヴァリー駅 - ニューカッスル駅
急行列車
エディンバラ・ウェイヴァリー駅 - ニューカッスル駅/ダンバー駅/アルンマウス駅
普通列車
（ヘイマーケット駅） - エディンバラ・ウェイヴァリー駅 - ベリック＝アポン＝トゥウィード駅
■ トランスペナイン・エクスプレス
トランスペナイン・ノースウェスト
エディンバラ・ウェイヴァリー駅 - ヘイマーケット駅
ノース・トランスペナイン
エディンバラ・ウェイヴァリー駅 - ダンバー駅/モーペス駅
■ クロスカントリー
クロスカントリールート
（ヘイマーケット駅） - エディンバラ・ウェイヴァリー駅 - ダンバー駅/ベリック＝アポン＝トゥウィード駅
■ アヴァンティ・ウェスト・コースト
ウェスト・コースト本線
エディンバラ・ウェイヴァリー駅 - ヘイマーケット駅
■ スコットレール・トレインズ
グラスゴー - フォルカーク - エディンバラ線
エディンバラ・ウェイヴァリー駅 - ヘイマーケット駅
ノース・クライド線
エディンバラ・ウェイヴァリー駅 - ヘイマーケット駅
ボーダーズ・レールウェイ
（ヘイマーケット駅） - エディンバラ・ウェイヴァリー駅 - ブランステイン駅
エディンバラ - ダンブレイン線
エディンバラ・ウェイヴァリー駅 - ヘイマーケット駅
ファイフ・サークル線
（ブランステイン駅） - エディンバラ・ウェイヴァリー駅 - ヘイマーケット駅
ショッツ線
エディンバラ・ウェイヴァリー駅 - ヘイマーケット駅
ノース・ベリック線
（ヘイマーケット駅） - エディンバラ・ウェイヴァリー駅 - マッセルバラ駅
エディンバラ発ダンバー行き
エディンバラ・ウェイヴァリー駅 - マッセルバラ駅
■ カレドニアン・スリーパー
ローランド・カレドニアン・スリーパー
エディンバラ・ウェイヴァリー駅 - カーステアーズ駅
ハイランド・カレドニアン・スリーパー（フォート・ウィリアム発ロンドン行き）
グラスゴー・クイーンストリート駅 - エディンバラ・ウェイヴァリー駅 - プレストン駅
ハイランド・カレドニアン・スリーパー（インヴァネス発ロンドン行き）
フォルカーク・グラハムストン駅 - エディンバラ・ウェイヴァリー駅 - プレストン駅
ハイランド・カレドニアン・スリーパー（アバディーン発ロンドン行き）
インヴァーキーリン駅 - エディンバラ・ウェイヴァリー駅 - プレストン駅
ハイランド・カレドニアン・スリーパー（ロンドン発インヴァネス行き）
プレストン駅 - エディンバラ・ウェイヴァリー駅 スターリング駅
■ ルモ
エディンバラ発ロンドン行き
エディンバラ・ウェイヴァリー駅 - モーペス駅